# 亚萨戈
亚萨戈，是匈牙利亚斯-瑙吉孔-索尔诺克州所辖的一个村，总面积36.93平方公里，总人口713，人口密度19.3人/平方公里（2010年1月1日）。